# Cabanada
Cabanada foi a rebelião ocorrida no Brasil entre 1832 e 1834, iniciada logo após a abdicação de Dom Pedro I, ou seja, no período da Regência. Dificuldades financeiras do novo Regime, com o comércio exterior quase estagnado e a queda das cotações do algodão e da cana-de-açúcar, além do privilégio aduaneiro à Inglaterra, em vigor desde 1810, fizeram com que eclodissem diversas revoltas no Império do Brasil nesse período.

## Histórico
O movimento da Cabanada se deu em Pernambuco, Alagoas, e Pará, porém são insurreições diferentes e em locais diferentes. A primeira se trata da revolta em Pernambuco e Alagoas e a segunda na região do atual Pará.
Em Pernambuco, onde também foi chamado de "A Guerra dos Cabanos", a rebelião foi conservadora pois pretendia a volta do monarca português ao trono do Brasil (para alguns historiadores, uma pré-Canudos). Desenrolou-se na zona da mata e no agreste. Teve como líder Vicente de Paula, com seguidores de origem humilde, predominando índios (jacuípes e outros) e escravos foragidos (chamados de papaméis).
Em 1834 correu o boato do regresso de D. Pedro I, fermentando a desordem até no Mato Grosso. Diziam que o ex-imperador viria servir de regente ao filho pequenino. Esses boatos eram espalhados por clubes aparentes, como a Sociedade do Zelosos da Independência.
Com a morte de Dom Pedro I em Portugal (1834), o movimento deixou de ter razão de existir, e em uma Conferência de Paz com participação do bispo Dom João da Purificação Marques Perdigão, a rebelião terminou. Mesmo assim, os governadores Manoel de Carvalho Paes de Andrade e Antônio Pinto Chichorro da Gama mandaram um exército de 4 000 soldados cercarem o local, prendendo centenas de revoltosos.
Já bem antes da revolta começar o bispo Dom João da Purificação Marques Perdigão, estava arrumando um jeito de acabar com ela, pois ele já tinha em mente que iria acontecer isso, estava mais preocupado com como terminar que com como começar.
A insurreição da Cabanagem no Pará foi mais grave, pois foi nacionalista e queria a independência da província. Durou cerca de 5 anos, pacificada pelo Marechal Soares de Andréa, o barão de Caçapava, a custa de vários conflitos sangrentos e execuções dos insurretos.
Ao final da Cabanada, o líder Vicente de Paula foi preso e enviado para a ilha de Fernando de Noronha.